# ويليام إدوارد أوبراين
ويليام إدوارد أوبراين هو سياسي كندي، ولد في 10 مارس 1831، وتوفي في 21 ديسمبر 1914. انتخب عضو مجلس العموم الكندي.